# Atlas linguistique et ethnographique italien de la Corse

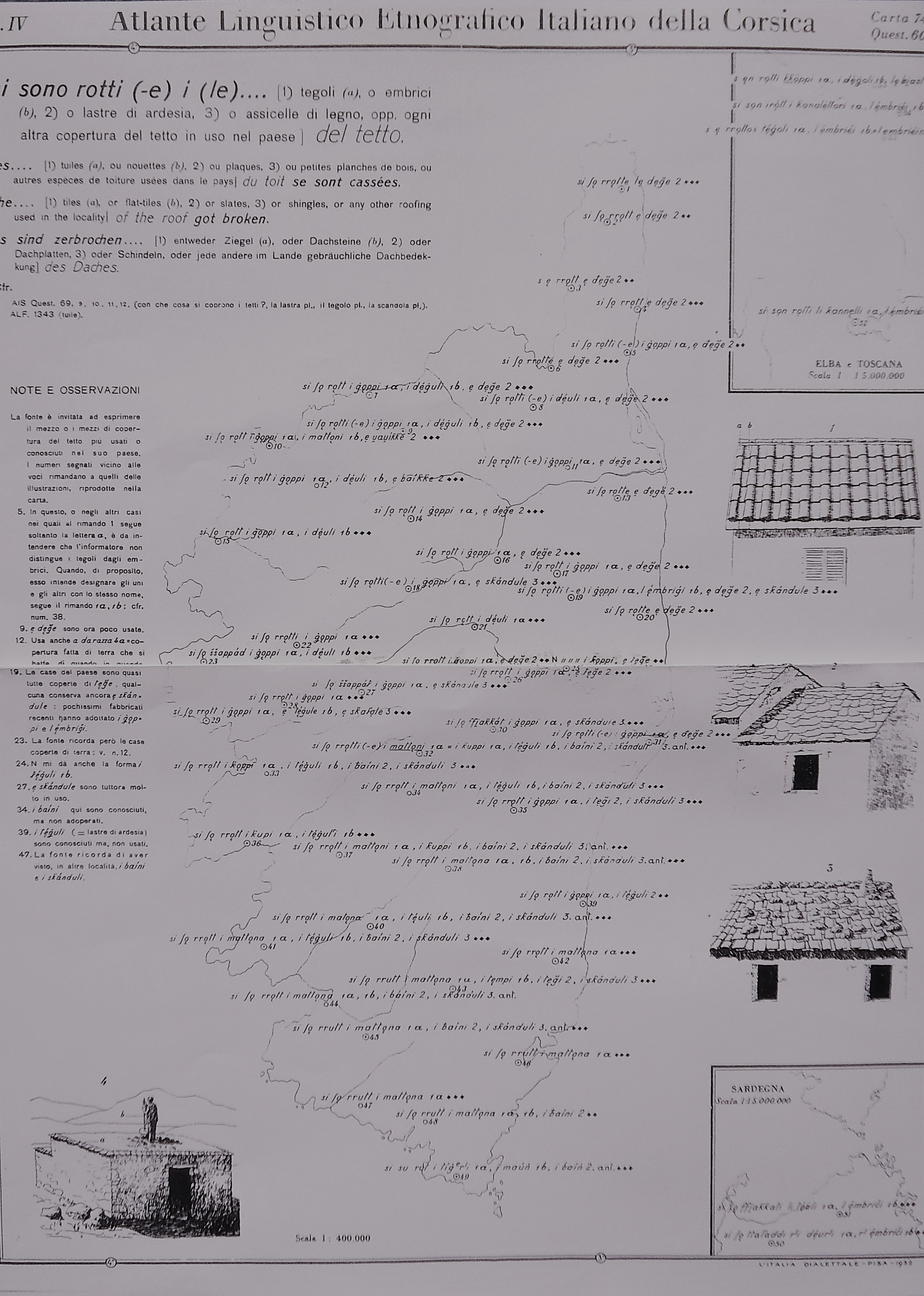
Gino Bottiglioni, Atlante Linguistico Etnografico Italiano della Corsica, vol. IV, carte 740

L'Atlas linguistique et ethnographique italien de la Corse (Atlante linguistico etnografico italiano della Corsica en italien, ALEIC en sigle) est un atlas linguistique de la Corse, projeté et réalisé par Gino Bottiglioni.
Il est publié en dix volumes, en 1933 (un Index en 1942) et contient 2 001 cartes couvrant 55 points d'enquête, dont trois localités toscanes, deux localités en Sardaigne et une sur l'île d'Elbe. Il a son propre système de transcription phonétique. Les premiers cinq volumes sont illustrés par le peintre et graveur italien Guido Colucci.

## Histoire et description
Entre les deux guerres mondiales, en plus des journaux et des périodiques - comme A Muvra (depuis 1919), périodique en corse et en italien, avec des articles en français et comme l'édition pour la Corse du journal livournais "Il Telegrafo" (depuis 1927) - des études linguistiques approfondies sont publiées - comme l'œuvre, en X volumes in folio, Atlas linguistique et ethnographique italien de la Corse de Gino Bottiglioni et études historiques-ethnographiques, comme les périodiques Archivio Storico di Corsica et Corsica Antica et Moderna, entièrement consacrés à cette île. 
En 1924 arriva en Corse Gino Bottiglioni (1887-1963), professeur de Pavie, qui projetait son Atlas linguistique et ethnographique italien de la Corse et cherchait un guide pour identifier les villages corses, où poser les questionnaires afin d'étudier les variantes linguistiques, entre les divers dialectes locaux et des phrases italiennes choisies. Edith Sowtell Colucci et son mari, le peintre et céramiste Guido Colucci, qui habitaient pendant l'été à Bastia, lui fournirent cet aide. Guido Colucci réalisa les dessins des premiers cinq volumes in folio,,.

L'ouvrage fut présenté officiellement en 1932, avec un livre qui contenait 3 cartes linguistiques pliées et 1 planche pliée de Guido Colucci - Il Vocero - représentant des femmes qui chantent une ballata en forme poétique et non religieuse : un chant funèbre, diffus sur la côte occidentale de la Corse,.

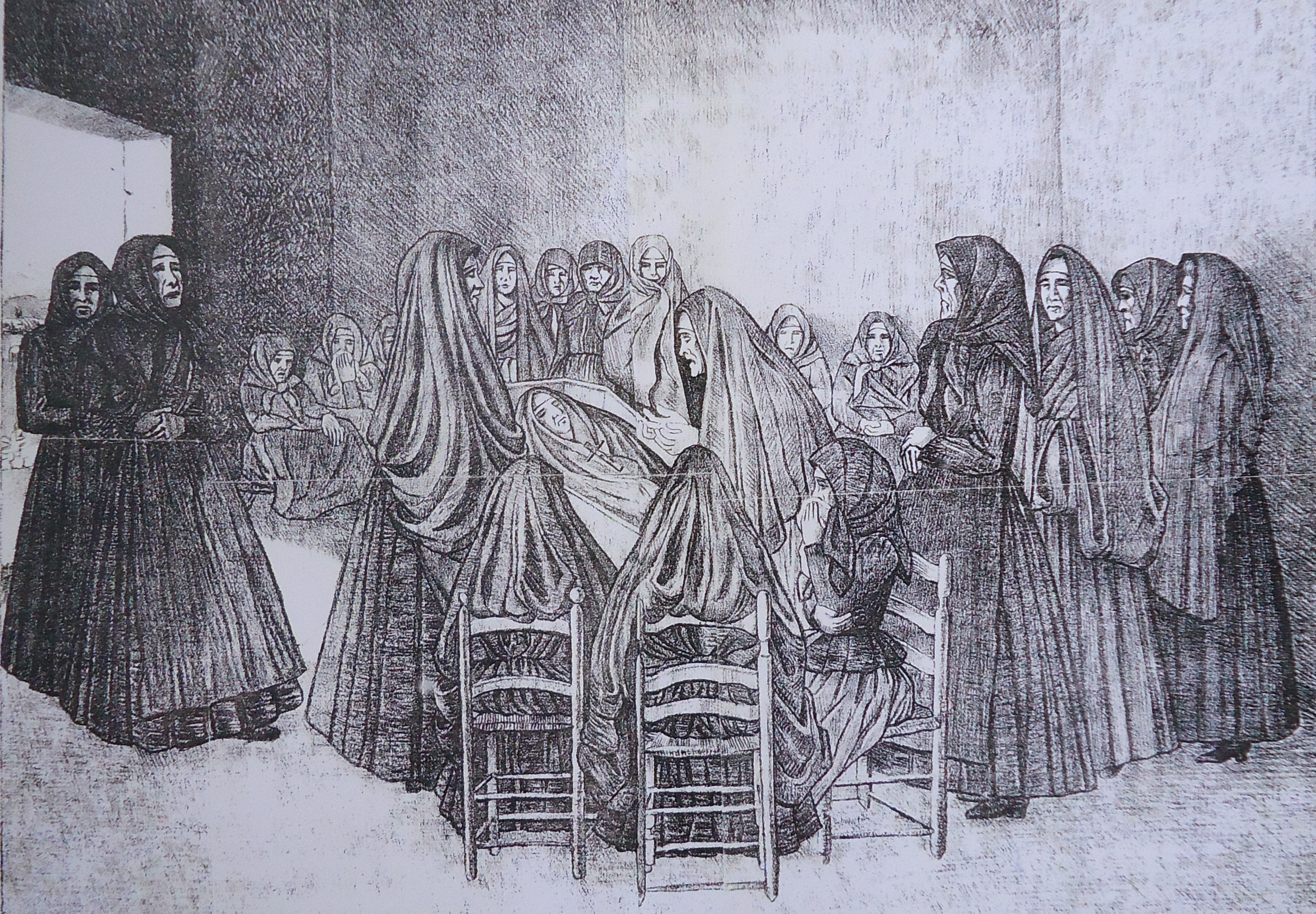
Gino Bottiglioni, Atlante Linguistico Etnografico Italiano della Corsica, Guido Colucci, Il vocero

## Notes et références

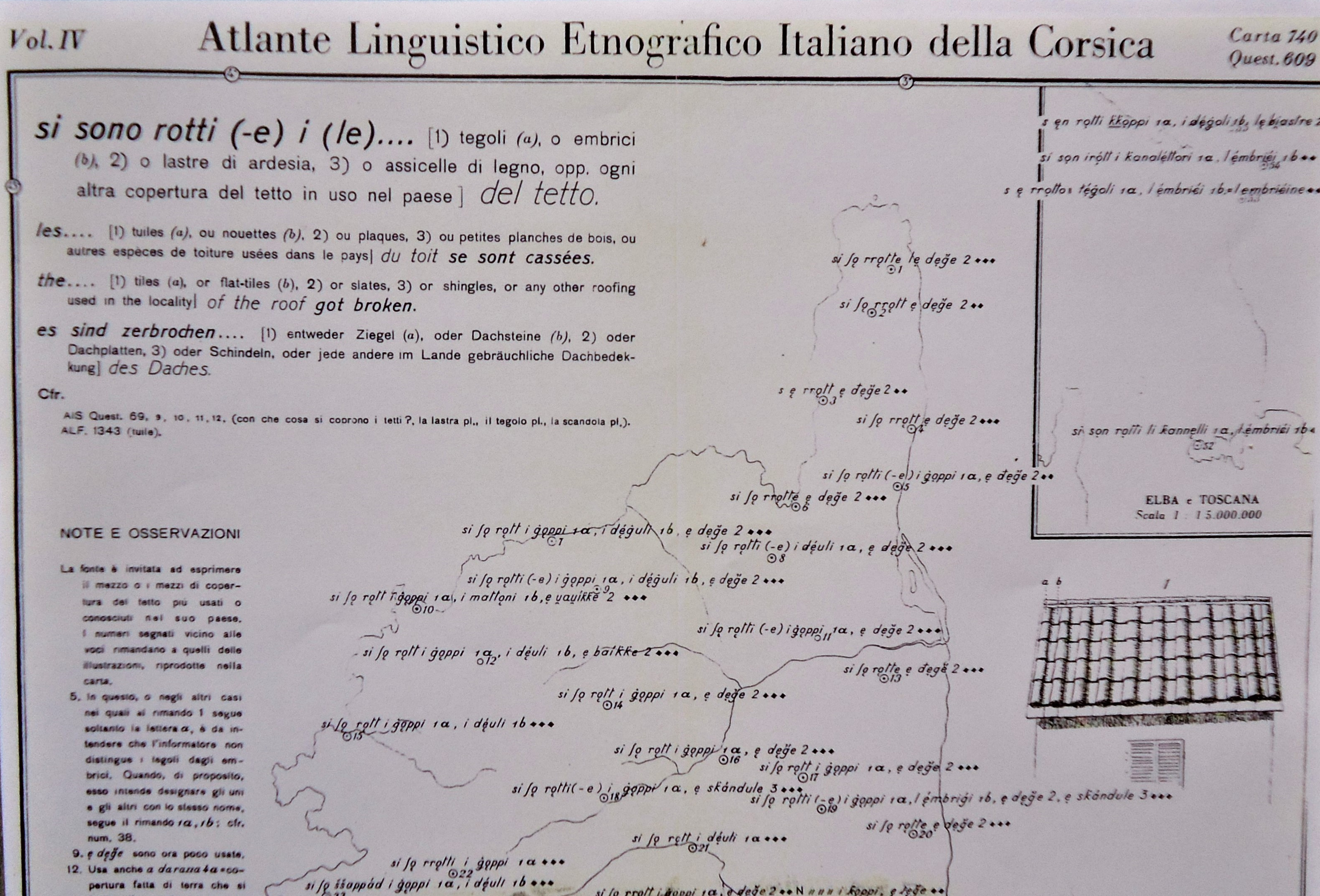
Gino Bottiglioni, Atlante Linguistico Etnografico della Corsica, vol. IV, carte 740, détail